# Audrey Wurdemann
Audrey Wurdemann Auslander (Seattle, 1º gennaio 1911 – Miami, 20 maggio 1960) è stata una poetessa statunitense.

## Biografia
Nata a Seattle, Audrey Wurdemann amava vantare di essere discendente di Lord Byron, anche se nessa connessione esiste tra la sua famiglia e quella del poeta inglese. All'età di sedici anni pubblicò la sua prima raccolta di poesie, The House of Silk, mentre nel 1931 si laureò all'Università di Washington.
Successivamente intraprese un lungo viaggio in Asia. Nel 1932 sposò il romanziere Joseph Auslander e la coppia si trasferì a New York e poi a Washington. Apprezzata poetessa, Audrey Wurdemann è la più giovane vincitrice del Premio Pulitzer per la poesia, che l'autrice vinse all'età di ventiquattro anni per la sua raccolta Bright Ambush.